# Chloraea crispa
Chloraea crispa är en orkidéart som beskrevs av John Lindley. Chloraea crispa ingår i släktet Chloraea och familjen orkidéer. Inga underarter finns listade i Catalogue of Life.

## Bildgalleri

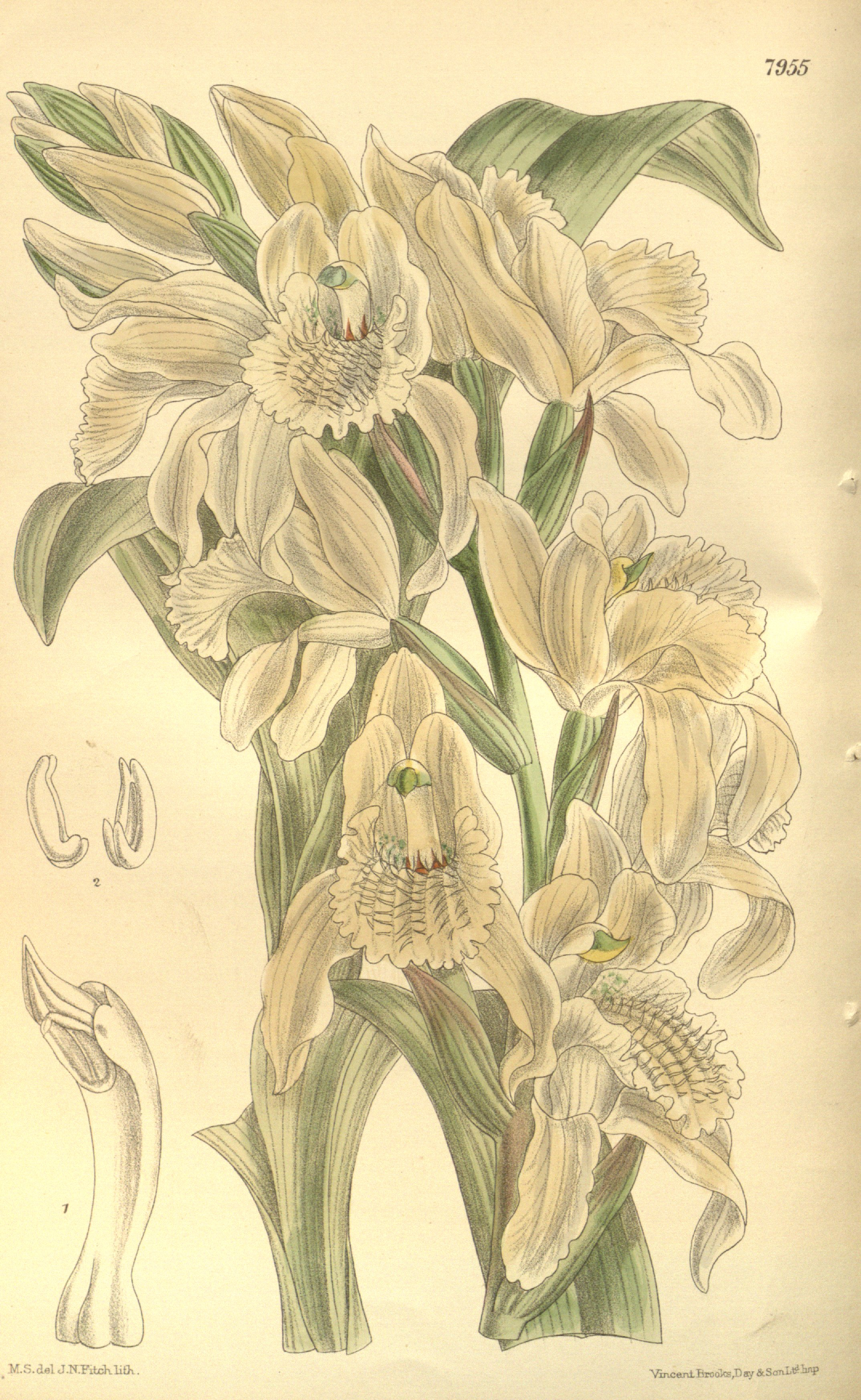